# Parafia św. Alberta Wielkiego w Burbank
Parafia św. Alberta Wielkiego w Burbank (ang. St Albert The Great Parish) – parafia rzymskokatolicka położona w Burbank w stanie Illinois w Stanach Zjednoczonych.
Jest ona wieloetniczną parafią w archidiecezji Chicago, z mszą św. w j. polskim dla polskich imigrantów.
Parafia została poświęcona św. Albertowi Wielkiemu.